# Scorpaenodes insularis
Scorpaenodes insularis là một loài cá biển thuộc chi Scorpaenodes trong họ Cá mù làn. Loài này được mô tả lần đầu tiên vào năm 1971.

## Từ nguyên
Tính từ định danh insularis trong tiếng Latinh có nghĩa là “ở đảo”, hàm ý đề cập đến nơi mà mẫu định danh của loài cá này được thu thập, đảo Saint Helena.

## Phân bố và môi trường sống
Ngoài Saint Helena, S. insularis còn được biết đến ở đảo Ascension và cụm São Pedro và São Paulo (Brasil). Loài này được thu thập ở độ sâu đến ít nhất là 35 m.

## Mô tả
Chiều dài cơ thể lớn nhất được ghi nhận ở S. insularis là 10 cm.